# Charles Soreng
Pour les articles homonymes, voir Soreng.
Charles Soreng, né le 18 août 1934 à Chidratoli, Jharkhand (Inde) et décédé le 11 janvier 2019, est un prêtre jésuite indien. Recteur des facultés universitaires puis du séminaire de Ranchi, il est évêque de Daltonganj de 1990 à 1995 et d’Hazaribag de 1995 à 2012.

## Biographie

### Jeunesse et formation
D’origine kharia, Charles est né le 18 août 1934 à Chidratoli, Simdega district au Jharkhand, en Inde. Fils ainé de Thomas et Marian Soreng, il appartient à une fratrie de 6 enfants. Il entame sa scolarité à l’école paroissiale de Rengarih et continue ses études secondaires à Ranchi où il obtient son diplôme de fin d’études secondaires supérieures des facultés Saint-Xavier de Ranchi en 1957.   
Attiré par la vie sacerdotale, il entre au noviciat des jésuites le 30 juillet 1957. Son initiation spirituelle initiale terminée – noviciat et juvénat à Sitagarha –, il entame des études universitaires aux facultés Saint-Xavier de Ranchi et obtient son B.A en 1962.  S’ensuivent les études de philosophie à Jnana-Deepa Vidyapeeth, Pune (1965) suivies de la théologie également à Pune de 1966 à 1970. Le père Soreng est ordonné prêtre le 24 mars 1969. 

### Enseignant
Éducateur et professeur dans l’âme, Charles Soreng enseigne d’abord à la Loyola School de Kunkuri, puis après avoir achevé en 1974 son M.A. (English Litt., Sholapur Univ.) et son B.Ed. (Jabalpur), il est nommé directeur du collège Saint-Jean-Berchmans de Ranchi (1974-1978). Il fait alors un séjour aux États-Unis pour obtenir son M.A. (Educ.) de l’université de Boston.
De retour à Ranchi, Charles Soreng est professeur et recteur des facultés Saint-Xavier de Ranchi (1979-1985) puis directeur (1985-1990) du grand séminaire de l’archidiocèse de Ranchi qui, en fait, forme les séminaristes de toute la région d’Inde centrale (Bihar, Jharkhand, Chattisgarh et Madhya Pradesh). 

### Évêque
Le 23 octobre 1989 le pape Jean-Paul II nomme Charles Soreng évêque de Daltonganj (Jharkhand), pour succéder à George Saupin. Sa consécration épiscopale a lieu le 9 février 1990, l’archevêque de Ranchi Mgr Telesphore Toppo étant ‘consécrateur’ principal. 
Pour des raisons pastorales, en particulier la grande difficulté de communication et circulation dans son vaste diocèse rural et peu développé, il propose sa division en deux entités. Ainsi est créé le diocèse d'Hazaribag dont il devient le premier évêque le 1 avril 1995.  
L’année précédente, en 1994, Mgr Soreng avait été élu secrétaire de la Conférence des évêques catholiques d'Inde. Il le restera jusqu’en 1998, tout en dirigeant également la commission épiscopale s’intéressant particulièrement aux groupes faibles et marginalisés de la société indienne (Dalits, Adivasis et autres économiquement pauvres). Il a toujours promu l’éducation comme la voie obligée de tout développement et libération sociale et économique. 
Le 8 septembre 2012, à l’âge de 78 ans, sa démission est finalement acceptée par le pape Benoît XVI.  
Victime d’un arrêt cardiaque le 24 décembre 2018, il est transporté d’Hazaribag à Ranchi, alors qu’il semble bien récupérer. Cependant une seconde attaque se produit et Mgr Charles Soreng meurt à Ranchi le 11 janvier 2019.